# Paulo Obradović
Paulo Obradović (9 de marzo de 1986) es un jugador de waterpolo croata.En los Juegos Olímpicos de Londres 2012, compitió para la selección nacional masculina de waterpolo de Croacia en el evento masculino, donde ganaron la medalla de oro. Mide 1,90 m. A nivel de clubes, jugó para la potencia griega Olympiacos, con quien ganó la Liga de Campeones LEN 2017-18.
Fue en préstamo al para el San Giljan A.S.C. para la temporada de verano del 2018. Actualmente juega para el Jug AO.

## Honores
Jug Dubrovnik
- Liga de Campeones LEN: 2005–06, 2015–16 ; subcampeones: 2006–07, 2007–08, 2016–17
- Supercopa LEN: 2006, 2016
- Liga Adriática: 2008–09, 2015–16, 2016–17
- Campeonato de Croacia: 2003–04, 2004–05, 2005–06 2006–07, 2008–09, 2009–10, 2010–11, 2011–12, 2015–16, 2016–17, 2019–20
- Copa de Croacia: 2005–06, 2006–07, 2007–08, 2008–09, 2009–10, 2015–16, 2016–17

Primorje Rijeka
- Subcampeón de la Liga de Campeones LEN: 2011-12
- Campeonato de Croacia: 2013-14
- Liga Adriática: 2012-13, 2013-14
- Copa de Croacia: 2012-13, 2013-14

Olympiacos
- Liga de Campeones LEN: 2017-18 ; subcampeones: 2018-19
- Campeonato de Grecia: 2017–18, 2018–19
- Copa de Grecia: 2017–18, 2018–19
- Supercopa de Grecia: 2018

## Premios
- MVP de la Liga Adriática 2013-14 con Primorje Rijeka[5]
- Máximo goleador de la Liga Adriática 2016-17 con Jug Dubrovnik